# نيد لوك (مقدم تلفزيوني)
نيد لوك (بالإنجليزية: Ned Locke)‏ هو مقدم تلفزيوني أمريكي، ولد في 25 ديسمبر 1919 في ريد وينغ في الولايات المتحدة، وتوفي في 4 فبراير 1992 في كمبرلي سيتي في الولايات المتحدة بسبب سرطان الكبد.